# Phyllocycla propinqua
Phyllocycla propinqua – gatunek ważki z rodziny gadziogłówkowatych (Gomphidae). Występuje na terenie Ameryki Południowej.